# Castillo de El Toro

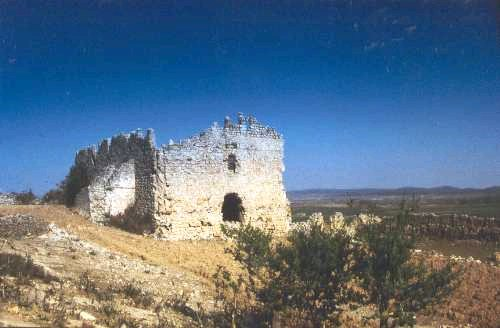
Castillo de El Toro.

El castillo de El Toro (Provincia de Castellón, España) se sitúa en la parte superior del núcleo urbano de la población en el paraje denominado "El Cerrito" (1.040 m). Presumiblemente las primeras murallas que rodean la fortaleza -a base de piedra menuda- se realizaron en defensa de las invasiones bárbaras, ampliándose y reformándose sucesivamente en el medievo.
Ubicado entre dos regiones históricas, desde su posición defensiva dominaba estratégicamente gran parte del altiplano en una comarca definida como entrada y paso de tropas. Cobró importancia durante los conflictos bélicos generados entre Pedro IV de Aragón y Pedro de Jérica -biznieto de Jaime I "El Conquistador"- hacia los años 1336-37. 
La clasificación del castillo corresponde al tipo montano de planta irregular con iglesia dentro de su recinto.
En el interior de la fortaleza se aprecia la torre Mayor o del Homenaje desde donde ondeaba el estandarte. Actualmente se pueden contemplar dos esquinas reforzadas de sillería que alcanzan unos dos cuerpos de altura.